# Comiendo gefilte fish
Comiendo gefilte fish es una canción perteneciente al grupo de new wave y rock argentino Suéter. Es el séptimo tema perteneciente a su tercer álbum 20 caras bonitas. Fue editado en el año 1985.

## Análisis
La letra de la canción es una sátira a la sociedad atestada de Buenos Aires de la década de 1980. Su título alude a un plato típico de la colectividad judía (gefilte fish) sin que su aparición en la canción tenga ninguna relevancia con dicha colectividad, siendo un mero elemento bizarro escogido al azar para demostrar la total indiferencia del personaje hacia cualquier expectativa de comportamiento normal, harto de los absurdos sociales que lo rodean. Se trata de una metáfora para describir la indiferencia y el individualismo de personas que poco o nada les importa el mundo y los males que lo azotan. Su trasfondo metafórico se asemeja al blues «Jugo de tomate» del grupo Manal

Dos psico bolches esquiando en Bariloche, 

y tres genocidas charlando en televisión. 

Cuatro mega opas discutiendo por un Boca - River,

y uno que soy yo que no me importa nada el mundo de hoy. 

Porque yo estoy. 

Comiendo gefilte fish... 

Comiendo gefilte fish... 

Comiendo gefilte fish... 

En este fragmento del primer verso, se utilizan palabras del lunfardo juvenil como "opa" (término oriundo en su origen de la provincia de Salta) y cuyo significado refiere a una persona tonta o estúpida. "Psicobolche" es un término surgido en los 80 para describir a ciertos personajes típicos de la época (de gran participación política en la juventud luego del fin de la dictadura) con aspiraciones pseudo-intelectuales que solían pulular en ámbitos (generalmente universitarios) de izquierda ("bolche" de bolchevique) y/o de psicología ("psico") cuya práctica de un pasatiempo costoso como el esquí en Bariloche resulta contradictoria con su ideario social, mientras que "genocidas" hace alusión a los represores del último golpe cívico militar (1976 - 1983), Jorge Rafael Videla, Emilio Eduardo Massera y Orlando Ramón Agosti.

Se que no sé, también se cuando no se cuando, es.

Y tengo en mi armario, siempre listo un pasaje en jet. 

Pues a mi personalmente me gustaría vivir en París o en New York, (si, pero también)

Pero también mi pasaporte es argentino y me quedo aquí.

No se por que, quizás por que yo este: 

Comiendo gefilte fish... 

Comiendo gefilte fish... 

Comiendo gefilte fish... 

Este otro verso hace alusión a jóvenes inmigrantes argentinos que para "desterrarse" viajan a Estados Unidos o Europa como solución al problema de sentirse extranjeros en su propio país, realizando una inmigración forzada.